# 국민신탁운동
국민신탁운동(國民信託運動, National Trust)은 시민들의 자발적 모금이나 기부, 증여로 보존가치가 있는 자연이나 문화자원을 확보하는 시민 환경 운동이다. 이로서 무리한 개발로부터 보호하며 영구 보전·관리를 꾀한다. 시작은 1895년 설립된 영국의 자원 봉사 단체인 내셔널 트러스트에 의한 것이었다. 1800년대 후반 산업혁명이 영국에서 시작되자 파괴와 훼손이 심화되었고 이에 보호 대상을 소유함으로써 맞선 것이다. 이후 1907년 영국에 내서널트러스트법이 설립되어 단체의 기초를 확립하게 되었다. 대한민국에서는 1990년대 후반부터 활동이 시작되었고, 2000년 1월 첫 단체로 한국내셔널트러스트가 설립되었다.

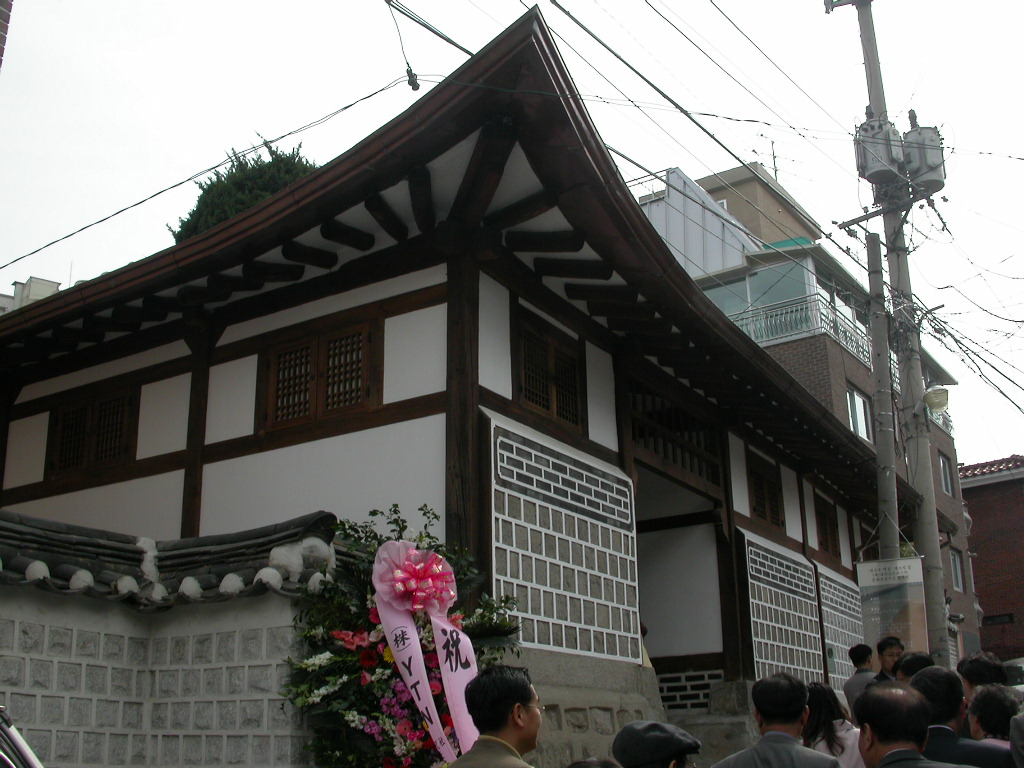
최순우 옛집, 한국내셔널트러스트
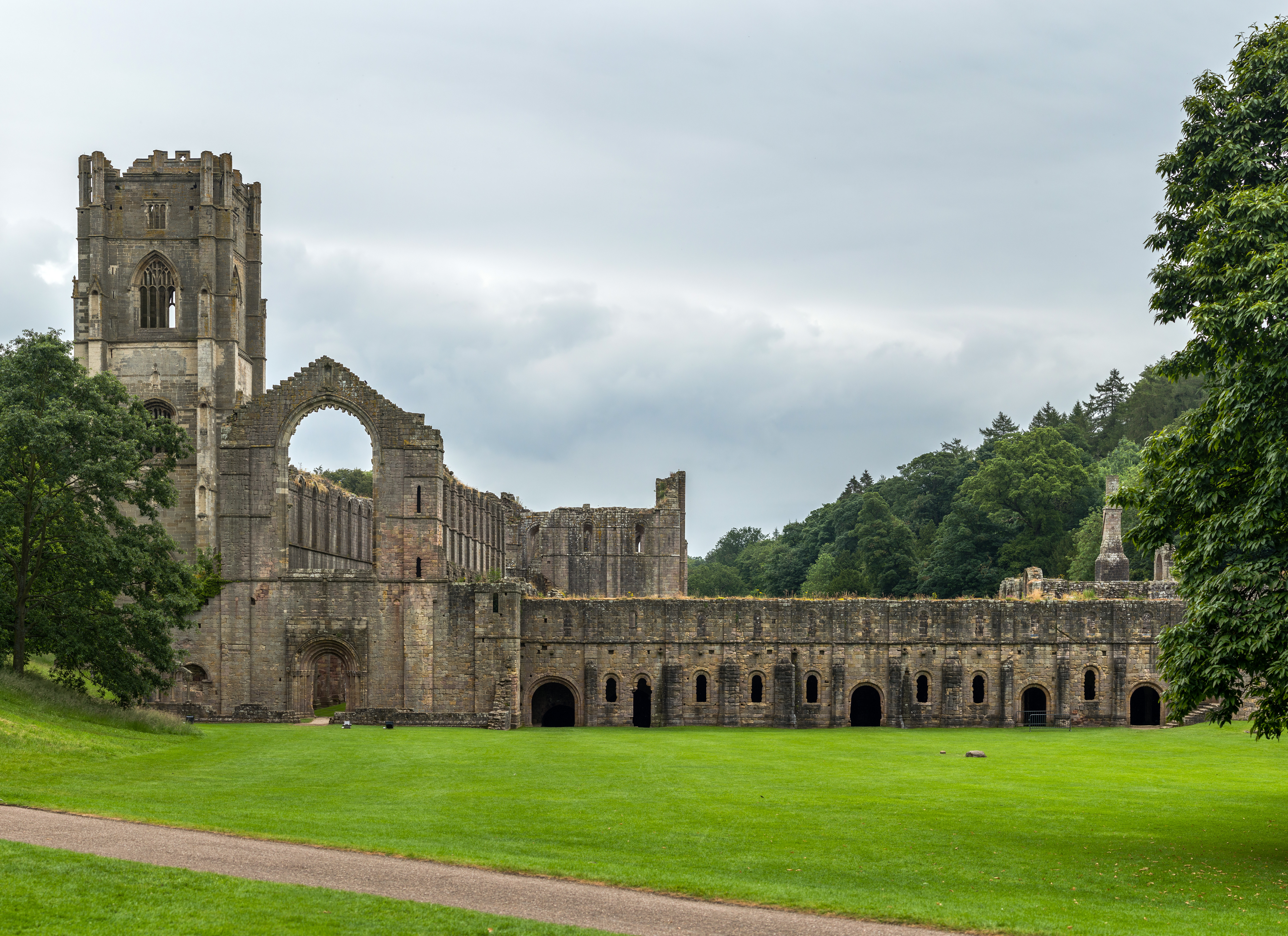
파운틴스 수도원, 내셔널 트러스트 (영국)

## 같이 보기
- 내셔널트러스트문화유산기금
- 문화유산국민신탁
- 한국내셔널트러스트